# Alfred Bernier
Alfred Bernier est un chirurgien de marine et photographe français, né à Chinon (Indre-et-Loire) le 16 janvier 1822 et mort à Brest (Finistère) le 19 avril 1900.

## Biographie
Chirurgien de marine à Brest, il s'installe comme photographe dans cette ville rue des Malchaussés vers la fin des années 1850, puis vers 1870 à Nantes, 10 rue du Calvaire, et de nouveau à Brest 1 bis rue Kleber jusqu'aux années 1880.
Il meurt à Brest le 19 avril 1900,,.

## Galerie

Œuvres d'Alfred Bernier
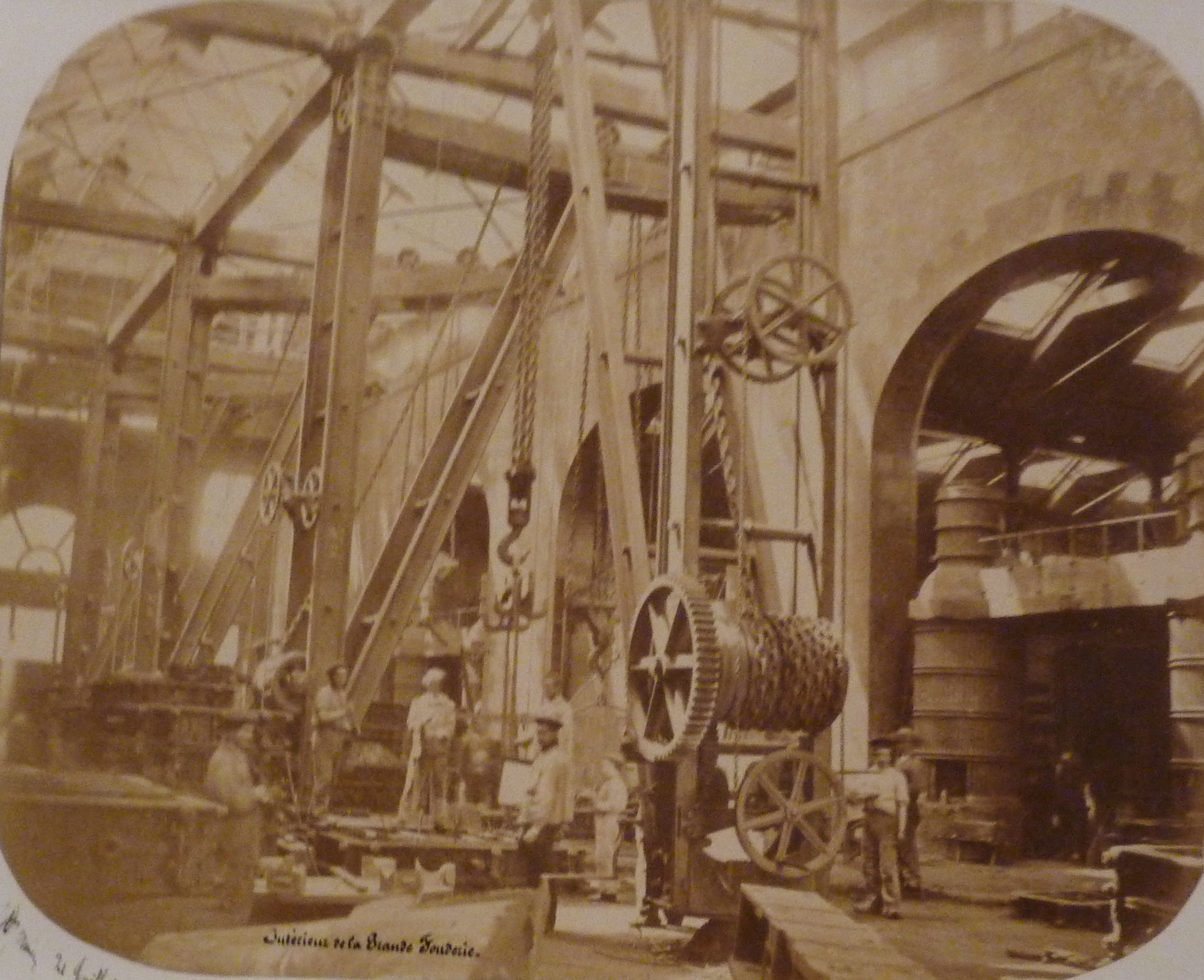
La grande fonderie de l'arsenal de Brest, 1858.
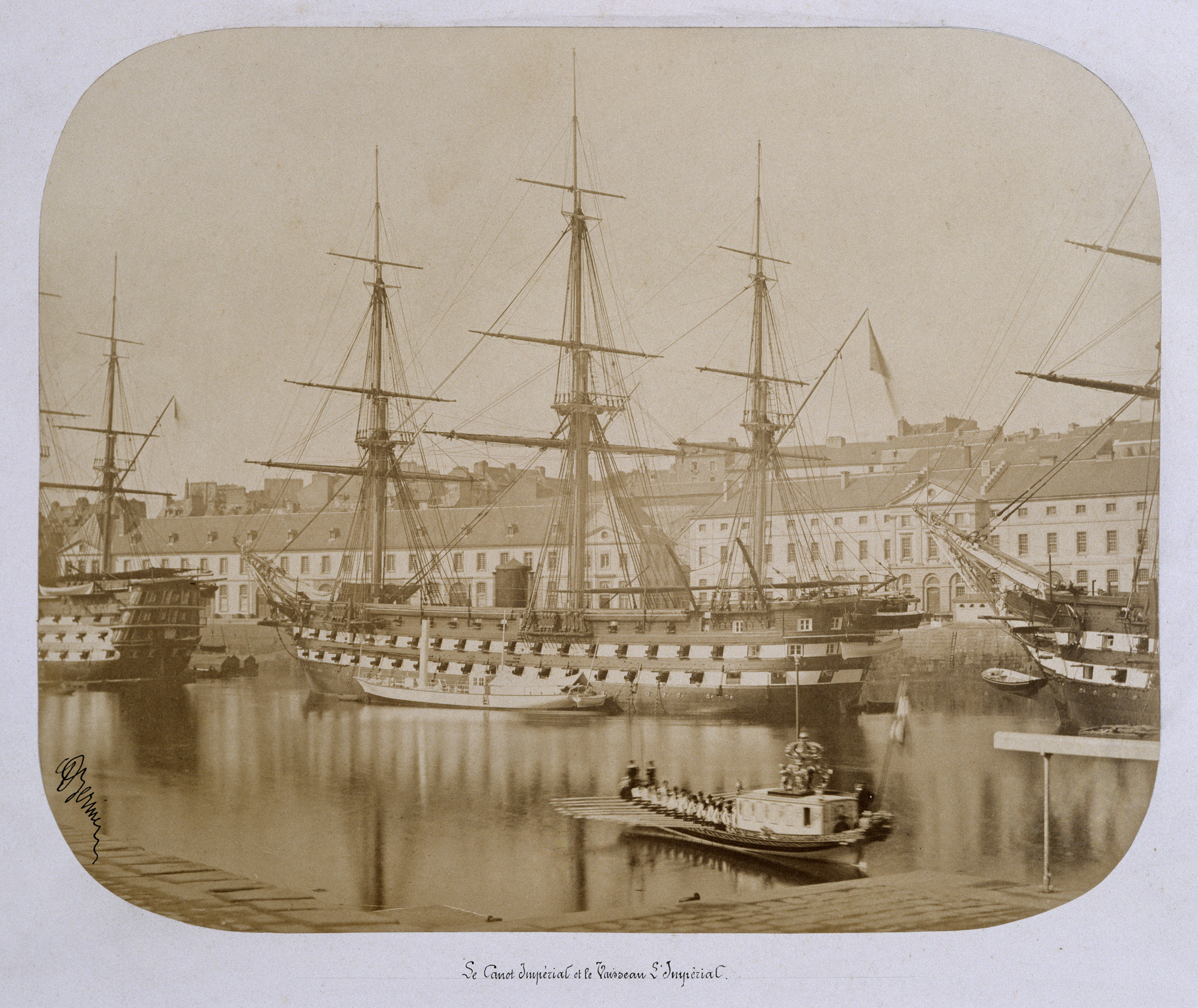
Le navire L'Impérial à Brest, 1858.
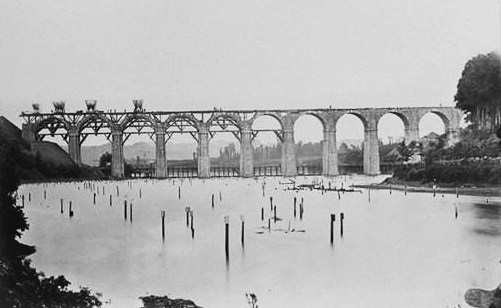
Le viaduc ferroviaire de Kerhuon en construction, 1862.
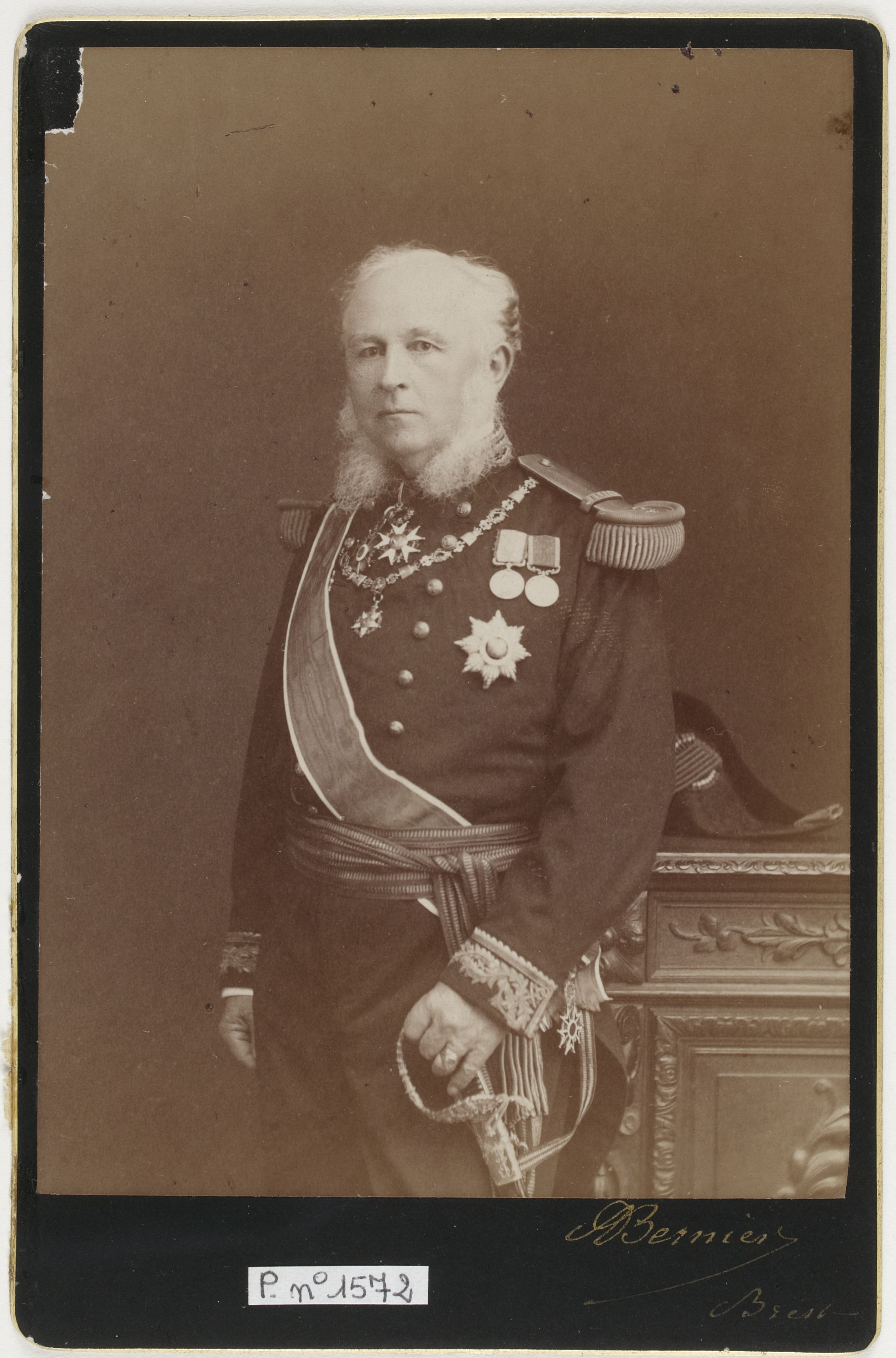
Portrait d'Aristide Vallon, 1885.
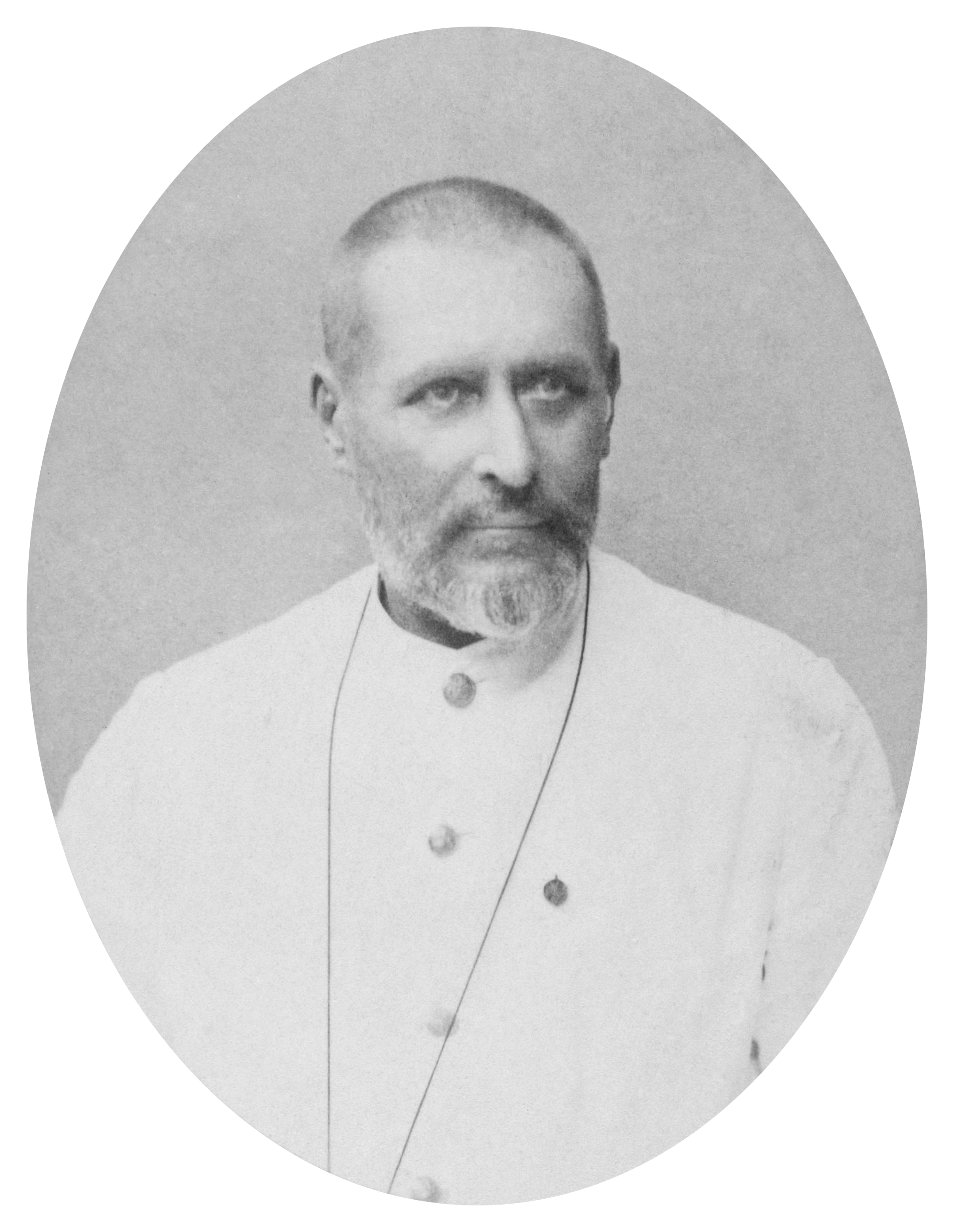
Portrait de Paul Reveillère, 1886.